# Zeichenkopf
Der Zeichenkopf ist ein Bauteil an Zeichenmaschinen. Er dient dem Führen der Lineale auf dem Zeichentisch, dem "Brett".
An dem Zeichenkopf sind zwei Lineale abnehmbar angebracht, horizontal ein langes (50 cm bei DIN A0-Zeichenmaschinen) und vertikal ein kürzeres (30 cm bei DIN A0).
Der Zeichenkopf ist ein komplexes Bauteil. Er dient zur Lineal-Befestigung 90 Grad zueinander, und zum Einstellen von Winkeln, die von den Waagerechten und Senkrechten abweichen. An ihm lassen sich zumeist in 15 Grad-Stufen die Lineal-Winkel einrasten: das lange Lineal von der waagerechten Position (0 Grad) auf 90 Grad anheben oder aber auch auf 90 Grad absenken. Zudem lässt sich mit einer Klemmeinrichtung der Winkel in jeder beliebigen Winkel-Position abseits der Rasten festsetzen. Diese freie Winkelposition wird mit einem Winkel-Nonius auf Zehntelgrade genau einstellbar gemacht.